# متحف العين للسيارات الكلاسيكية
متحف العين للسيارات الكلاسيكية هو متحف للسيارات يقع في مدينة العين في الإمارات العربية المتحدة، وهو مُخصص لعرض السيّارات الكلاسيكية والتراثية.
في البداية كان المتحف يضمّ مجموعة صغيرة من السيارات الشخصية وسيارات أعضاء نادي أبوظبي للسيارات الكلاسيكية في عام 2009، معروضة تحت خيمة عربية تقليدية. ثمّ انتقل إلى مبنى شاسع مساحته 2000 متر مربع بالقرب من مجمع العين الرياضي. وبعدها نُقل إلى مجمع عين الفايضة. يضمّ المتحف أكثر من 40 سيارة كلاسيكية والعديد من الكتيبات التي تتحدث عن الجوانب التقنية للمركبات.

## أقسام متحف العين للسيارات الكلاسيكية
يضم المتحف مجموعة من الأقسام المرتبطة بالمعروضات وهي:
- قسم السيارات التراثية التي كانت مستخدمة في فترة تأسيس دولة الإمارات العربية المتحدة.
- قسم خاص بالسيارات الكلاسيكية التي يزيز عمرها عن 70 عام.
- قسم الدراجات النارية والهوائية القديمة.
- قسم خاص بالصور المتعلقة بالسيارات  الكلاسيكية والتي تعود لفترات زمنية مختلفة.
- قسم المكتبة والتي تضم كتباً مختلفة تتعلق بالسيارات الكلاسيكية ومواصفاتها وموديلاتها إضافة إلى كتب خاصة بصيانة هذه السيارات وتقنياتها.
- قسم الهدايا والتذكارات المتعلقة بالسيارات الكلاسيكية.
- مركز تدريبي لصيانة السيارات الكلاسيكية والعناية بها.

## الخدمات والميزات المتوفرة في المتحف
يقدم متحف السيارات الكلاسيكية العديد من الخدمات المتعلة بالسيارات الكلاسيكية، ومن بينها حفظ السيارات الكلاسيكية والعناية بها وعرضها،  كما يقوم المتحف بترميم السيارات القديمة التي تكون بحاجة للترميم، وتنظيم الفعاليات الخاصة بهذا النوع من السيارات وتأجيرها حيث تتوفر في المتحف إمكانية حجز السيارات الكلاسيكية من أجل استخدامها في الفعاليات والمناسبات الخاصة، بالإضافة إلى صيانتها باستمرار وتوثيقها وتسليط الضوء على تاريخها وأهميتها، حيث أن المتحف يضم مجموعة من الفنيين المتخصصين في صيانة هذه السيارات وهو يعد من المصادر التي توفر قطع غيار السيارات.

## معروضات المتحف
يضم المتحف نماذج من السيارات التالية:
- فورد موديل إي
- شيفروليه سيريس 940
- إم جي جي-تايب ميدجيت
- فورد موديل تي
- هوندا سي بي 175
- هوندا إي تي سي 250 آر
- أودي كواترو
- أودي كوبية (بي2)
- فورد ماستانج (الجيل الأوّل)
- شيفروليه كورفيت سي3
- شيفروليه سي/كا
- شيفروليه كامارو (الجيل الثالث)
- دودج تشارجر
- تويوتا لاند كروزر (جي40)
- لاند روفر سيريس الأولى والثانية والثالثة والرابعة
- مرسيدس بنز دبليو 108
- مرسيدس بنز دبليو 111
- مرسيدس بنز 450 أس إي أل 6.9
- مرسيدس بنز آر 107 وسي 107
- بلايموث فيوري
- رينج روفر كلاسيك
- سوزوكي جيمني
- فولكس فاغن بيتل
- جنرال لي
- دودج سوبر لي

## وصلات خارجية
- متحف العين للسيارات الكلاسيكية (الموقع الرسمي)